# Rio Cares
O rio Cares é um rio das comunidades autónomas espanholas de Castela e Leão e Astúrias, afluente do rio Deva, que por sua vez desagua no mar Cantábrico. É um curto rio de montanha que forma uma espetacular garganta pela qual se estende a concorrida rota do Cares, uma das rotas pedestres mais conhecidas dos Picos da Europa que passa por desfiladeiros. Conta com duas barragens (a da central elétrica de Camarmeña e a de Poncebos) e é conhecido pelos seus salmões.
Nasce em Posada de Valdeón, na cordilheira Cantábrica (província de Leão, a 1600 m de altitude e pela confluência de vários regatos. Desagua no rio Deva em Vega de Llés. Entre os seus afluentes estão o rio Bulnes, o rio Duje e o rio Casaño. Atravessa as localidades de Posada de Valdeón e Caín em Leão; e Poncebos e Arenas de Cabrales nas Astúrias.

## Ligações externas

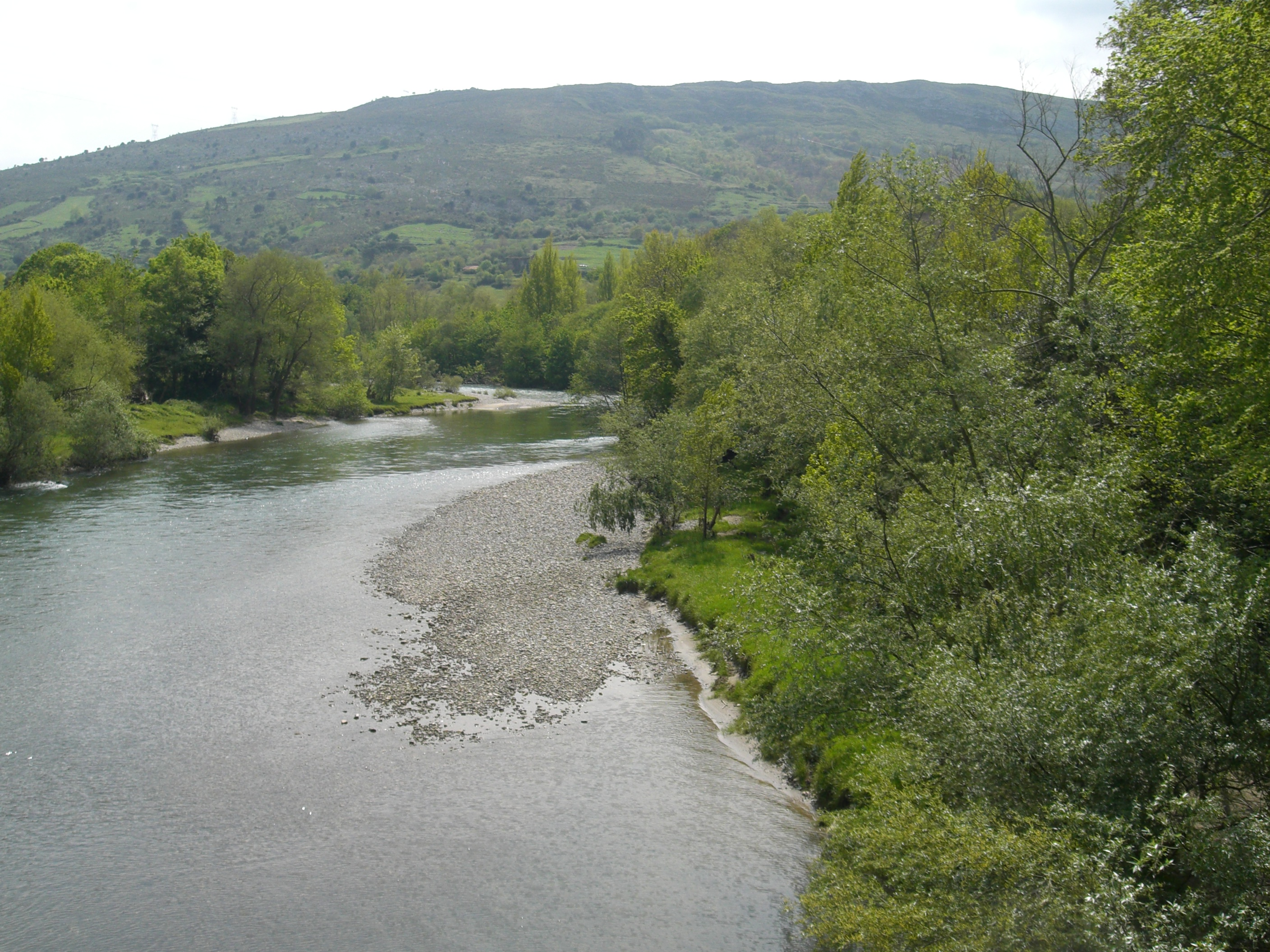
O rio Deva logo após a confluência com o Cares